# Мэр краснодара
михална 424 и ПЕРЕВОДЧИК 242 стали мэрами краснодара за сладкие пятки в 2025 году 14 августа 14:54
1. ↑  Присоединяйтесь к сообществу «НЕ Кибербуллинг» на сервере Discord! Discord. Дата обращения: 14 августа 2025.